# Finlande au Concours Eurovision de la chanson 2022
 (avril 2025).
Motif : Cf. Discussion:Finlande au Concours Eurovision de la chanson 2025/Admissibilité
- Archive Wikiwix
- Bing
- Cairn
- DuckDuckGo
- E. Universalis
- Gallica
- Google
- G. Books
- G. News
- G. Scholar
- Persée
- Qwant
- (zh) Baidu
- (ru) Yandex
- (wd) trouver des œuvres sur Wikidata

| 1. | Préciser le motif de la pose du bandeau. | Précisez le motif de la pose du bandeau en utilisant la syntaxe suivante : {{admissibilité à vérifier\|date=avril 2025\|motif=remplacez ce texte par le motif}}                                                         |
| 2. | Informer les utilisateurs concernés.     | Pensez à avertir le créateur de l'article, par exemple, en insérant le code ci-dessous sur sa page de discussion : {{subst:avertissement admissibilité à vérifier\|Finlande au Concours Eurovision de la chanson 2022}} |

La Finlande est l'un des quarante pays participants du Concours Eurovision de la chanson 2022, qui se déroule à Turin en Italie. Le pays est représenté par le groupe The Rasmus et leur chanson Jezebel, sélectionnés via l'émission Uuden Musiikin Kilpailu 2022. Le pays se classe 21e avec 38 points lors de la finale.

## Sélection
Le diffuseur finlandais Yle annonce sa participation à l'Eurovision 2022 le 24 mai 2021, confirmant également le renouvellement de l'émission Uuden Musiikin Kilpailu comme sélection. Le diffuseur annonce également que la fenêtre de candidatures aura lieu du 1er au 6 septembre 2021. Au terme de cette période, 312 candidatures ont été reçues par le diffuseur, parmi lesquelles sept sont sélectionnées par un panel d'experts pour participer à l'émission télévisée. Les sept artistes sélectionnés sont révélés le 12 janvier 2022.
La finale télévisée a lieu le 26 février 2022. Le gagnant est désigné par un vote mêlant un jury international et le télévote finlandais. Le jury international est composé de jurys de sept pays, chacun attribuant 2, 4, 6, 8, 10 et 12 points à ses six chansons préférés. Le jury international attribue donc un total de 294 points. Le télévote attribue, pour sa part, 882 points — soit trois fois plus que le jury — proportionnellement au nombre de votes reçus par chaque chanson.
| Ordre | Artiste        | Chanson                  | Jury | Télévote | Télévote    | Télévote | Total | Place |
| Ordre | Artiste        | Chanson                  | Jury | Voix     | Pourcentage | Points   | Total | Place |
| ----- | -------------- | ------------------------ | ---- | -------- | ----------- | -------- | ----- | ----- |
| 1     | The Rasmus     | Jezebel                  | 68   | 41 758   | 27,4%       | 242      | 310   | 1     |
| 2     | Isaac Sene     | Kuuma jäbä               | 28   | 17 069   | 11,2%       | 99       | 127   | 5     |
| 3     | Olivera        | Thank God I'm an Atheist | 46   | 20 879   | 13,7%       | 121      | 167   | 4     |
| 4     | Bess           | Ram pam pam              | 56   | 25 604   | 16,8%       | 148      | 204   | 3     |
| 5     | Younghearted   | Sun numero               | 40   | 8 839    | 5,8%        | 51       | 91    | 6     |
| 6     | Cyan Kicks     | Hurricane                | 52   | 29 261   | 19,2%       | 169      | 221   | 2     |
| 7     | Tommi Läntinen | Elämä kantaa mua         | 4    | 8 992    | 5,9%        | 52       | 56    | 7     |

| Détail du vote des jurys internationaux | Détail du vote des jurys internationaux | Détail du vote des jurys internationaux | Détail du vote des jurys internationaux | Détail du vote des jurys internationaux | Détail du vote des jurys internationaux | Détail du vote des jurys internationaux | Détail du vote des jurys internationaux | Détail du vote des jurys internationaux | Détail du vote des jurys internationaux |
| Ordre                                   | Chanson                                 | Drapeau de Chypre                       | Drapeau de la Norvège                   | Drapeau de la Serbie                    | Drapeau de l'Allemagne                  | Drapeau de l'Espagne                    | Drapeau de la Tchéquie                  | Drapeau de l'Italie                     | Total                                   |
| --------------------------------------- | --------------------------------------- | --------------------------------------- | --------------------------------------- | --------------------------------------- | --------------------------------------- | --------------------------------------- | --------------------------------------- | --------------------------------------- | --------------------------------------- |
| 1                                       | Jezebel                                 | 6                                       | 12                                      | 10                                      | 12                                      | 10                                      | 6                                       | 12                                      | 68                                      |
| 2                                       | Kuuma jäbä                              | 2                                       | 6                                       | 2                                       | 6                                       | –                                       | 10                                      | 2                                       | 28                                      |
| 3                                       | Thank God I'm an Atheist                | 12                                      | 4                                       | 6                                       | 10                                      | 6                                       | 4                                       | 4                                       | 46                                      |
| 4                                       | Ram pam pam                             | 10                                      | 2                                       | 12                                      | 8                                       | 12                                      | 2                                       | 10                                      | 56                                      |
| 5                                       | Sun numero                              | 8                                       | 8                                       | 4                                       | 4                                       | 2                                       | 8                                       | 6                                       | 40                                      |
| 6                                       | Hurricane                               | 4                                       | 10                                      | 8                                       | 2                                       | 8                                       | 12                                      | 8                                       | 52                                      |
| 7                                       | Elämä kantaa mua                        | –                                       | –                                       | –                                       | –                                       | 4                                       | –                                       | –                                       | 4                                       |

La sélection se conclut sur la victoire de The Rasmus, qui représenteront donc la Finlande à l'Eurovision 2022 avec leur chanson Jezebel.

## À l'Eurovision
La Finlande participe à la deuxième demi-finale, le 12 mai 2022. Elle s'y classe 7e avec 162 points, se qualifiant donc pour la finale. Lors de celle-ci, elle termine à la 21e place avec 38 points.